# 下川真矢
下川 真矢（しもかわ しんや、1980年4月22日 - ）は、福岡県福岡市博多区出身の俳優、スタントマン、スーツアクター。以前はオフィスワイルドに所属し、現在はグリーンメディアに所属。BOS Action Unityメンバー。元妻は元AV女優で現在はタレントのみひろ。身長175cm。血液型はAB型。

## 人物
- もともとは歌手志望だったが、高校在学中にアルバイト雑誌を読んだことがきっかけでジョイント企画九州支社に所属。アクションチームの面接を受けた理由は「土日の仕事なので学生に優しいかんじだった」からだと述べている[2]
- 九州でキャラクターショーなどへの出演を経て、2003年に上京。2005年ごろから特撮ヒーロー作品のスーツアクターとして出演するようになり、以降多くのドラマや舞台で活躍。
- 2010年、俳優業と共に岩上弘数が主催するSTUDIO BOSのアクション教室の講師を始める。
- 2015年5月19日、元AV女優でタレントのみひろとの結婚を発表[3]。
- 2019年2月1日、2018年にみひろと離婚したことを発表[4]。

## 出演

### テレビドラマ
- ウルトラシリーズ
  - ウルトラマンネクサス 第17話（2005年、CBC） - ビーストヒューマン
  - ウルトラマンマックス 第33・34話（2006年、CBC） - ダークバルタン（スーツアクター）
  - ウルトラファイトビクトリー（2015年、テレビ東京）
- 仮面ライダーシリーズ（テレビ朝日）
  - 仮面ライダー響鬼（2005年）
  - 仮面ライダーカブト（2006年）
  - 仮面ライダーキバ（2008年7月27日） - カップルの男
- スーパー戦隊シリーズ
  - 魔法戦隊マジレンジャー（2005年、テレビ朝日）
  - 轟轟戦隊ボウケンジャー（2006年、テレビ朝日）
  - 獣電戦隊キョウリュウジャーブレイブ（2017年、東映） - ブレイブキョウリュウブルー（スーツアクター）
  - 4週連続スペシャル スーパー戦隊最強バトル!!（2019年、テレビ朝日）
- 魔弾戦記リュウケンドー（2006年、テレビ東京） - 魔弾闘士リュウジンオー（スーツアクター）
- 14才の母 第1話 （2006年10月11日、日本テレビ） - チーマー風の男
- だめんず・うぉ〜か〜 第1話 （2006年10月12日、テレビ朝日） - チンピラ
- 喰いタン2 第1話（2007年4月14日、日本テレビ） - 犯人男C
- 月曜ミステリー劇場 税務調査官・窓際太郎の事件簿15（2007年1月8日、TBS） - SP
- トミカヒーロー レスキューフォース（2008年、テレビ東京）
- ラスト・フレンズ（2008年、フジテレビ）
- ごくせん 第3シリーズ（2008年、日本テレビ） - ホスト
- ギラギラ（2008年、テレビ朝日） - 那緒
- メイちゃんの執事 第1話（2009年、フジテレビ） - 執事
- ゴッドハンド輝（2009年、TBS）
- BOSS （2009年、フジテレビ）
- トミカヒーロー レスキューファイアー（2009年、テレビ東京）
- 赤い糸（2009年、フジテレビ）
- インディゴの夜（2010年、東海テレビ） - ヒロ
- 夢の見つけ方教えたる!2（2010年、フジテレビ） - 教育実習生
- 月曜ミステリー劇場 税務調査官・窓際太郎の事件簿22（2011年6月27日、TBS） - 秘書
- BOSS 2ndシーズン 第8話（2011年、フジテレビ） - スポーツジム客
- DOCTORS〜最強の名医〜 第3話（2011年、テレビ朝日） - 研修医
- ランナウェイ〜愛する君のために 第2話（2011年、TBS） - 警察官
- 私が恋愛できない理由 最終話（2011年、フジテレビ） - 彼氏
- GTO完結編〜さらば鬼塚! 卒業スペシャル〜（2013年、フジテレビ）
- ドラマW 鍵のない夢を見る（2013年、WOWOW） - 天野康史
- お家さん（2014年、読売テレビ）[5]
- ドラマスペシャル 家政婦は見た!（2014年、テレビ朝日） - カメラマン
- 人形佐七捕物帳 第11話（2017年、BSジャパン） - 三次
- インビジブル 第7話（2022年5月27日、TBS） - 料亭スタッフ

### 映画
- 仮面ライダーシリーズ（東映）
  - 劇場版 仮面ライダー響鬼と7人の戦鬼（2005年） - 仮面ライダー羽撃鬼（スーツアクター）[6]
  - 仮面ライダー×仮面ライダー 鎧武&ウィザード 天下分け目の戦国MOVIE大合戦（2013年）
- スーパーヒーロー大戦シリーズ（東映）
  - 仮面ライダー×スーパー戦隊 スーパーヒーロー大戦（2012年）
  - 仮面ライダー×スーパー戦隊×宇宙刑事 スーパーヒーロー大戦Z（2013年）
  - 平成ライダー対昭和ライダー 仮面ライダー大戦 feat.スーパー戦隊（2014年）
  - スーパーヒーロー大戦GP 仮面ライダー3号（2015年）
- Short Film 影 KAGE（2007年） - 羅
- トミカヒーロー レスキューフォース 爆裂MOVIE マッハトレインをレスキューせよ!（2008年、松竹） - パニックをおこす乗客
- なくもんか（2009年、東宝）
- こちら葛飾区亀有公園前派出所 THE MOVIE 〜勝どき橋を封鎖せよ!〜（2011年、松竹） - 水上警察・スタント
- 劇場版 ウルトラマンギンガS 決戦!ウルトラ10勇士!!（2015年、松竹）
- 進撃の巨人 ATTACK ON TITAN（2015年） - スタント
- 進撃の巨人 ATTACK ON TITAN エンド オブ ザ ワールド（2015年） - スタント
- 機界戦隊ゼンカイジャー THE MOVIE 赤い戦い! オール戦隊大集会!!（2021年）
- セイバー+ゼンカイジャー スーパーヒーロー戦記（2021年）

### Vシネマ
- 宇宙刑事シャリバン NEXT GENERATION（2014年、東映） - ギャバン type.G（スーツアクター）
- 宇宙刑事シャイダー NEXT GENERATION（2014年、東映） - ギャバン type.G（スーツアクター）
- 特捜戦隊デカレンジャー 10 YEARS AFTER（2015年、東映）
- 機界戦隊ゼンカイジャーVSキラメイジャーVSセンパイジャー（2022年、東映）

### ネットムービー
- 除菌戦士ジョキンジャー（2014年、大幸薬品）[7]

### バラエティ
- しあわせの素（フジテレビ） - 光浦靖子の彼氏（再現ドラマ）
- 人生が変わる1分間の深イイ話（日本テレビ） - ナオト・インティライミ（再現ドラマ）
- ガチガセ（日本テレビ） - イケメンAD（ドッキリ企画）
- 王様のブランチ（TBS）

### 舞台
- Ask公演
  - 第3回公演「どんでん」（2012年1月18日 - 22日、シアターサンモール）
  - 第11回公演「雲のバッキャロー」（2015年3月24日 - 29日、シアターグリーン）

- 劇団BRATS公演
  - 第3回公演「真・桃太郎伝説」（2012年10月11日 - 15日、SPACE107）
  - 第4回公演「RED KILL〜真っ赤な嘘の描き方〜」（2013年4月10日 - 14日、ウエストエンドスタジオ）
  - 第5回公演「西遊記ゑん戯」（2014年1月15日 - 19日、ザ・ポケット）

- 劇団ヘロヘロQカムパニー公演
  - 第12回公演「SYURA〜仕留めて候」
  - 第16回公演「SYU-RA〜煉 生キルカ死ヌカ」
  - 第17回公演「燃えてサムライ〜Final Burst〜」
  - 第21回公演「ウマいよ！地球防衛ランチ〜残さず食べてね〜」
  - 第22回公演「カラクリ雪之JOE変化」
  - 第25回公演「魔界転生」
  - 第26回公演「ホタエナッ!!〜Who killed Ryoma?〜」
  - 第28回公演「リザードマン〜Bitter Pain Dolls〜」
  - 第30回公演「DARK CROWS トキノソラ」
  - 第34回公演「犬神家の一族」
  - 第36回公演「無限の住人 完結編」

- 劇団☆新感線
  - 「乱鶯」（2016年3月5日 - 4月1日、新橋演舞場 / 4月13日 - 30日、梅田芸術劇場 / 5月8日 - 16日、北九州芸術劇場）
  - 「Vamp Bamboo Burn〜ヴァン！バン！バーン！〜」（2016年8月5日 - 7日、サントミューゼ / 8月17日 - 9月18日、赤坂ACTシアター / 10月7日 - 9日、オーバードホール / 10月19日 - 31日、フェスティバルホール）

- 大分県城島後楽園
- 大分県ワルキューレ公演「八犬伝」
- 三井グリーンランド「仮面ライダー 真英雄伝説」
- 仮面ライダーライブ03
- 松戸バンダイミュージアム
- 英雄オンライン ヨドバシカメラマルチメディアAKIBA館街頭イベント＜乾坤一剣＞
- 魔弾戦記リュウケンドー DVD vol.2発売記念イベント（2006年6月11日） - 魔弾闘士リュウジンオー（スーツアクター）
- トークアクションショー 俺達の戦記（2006年12月）
- 30-DELUX 7th Live「シェイクス」
- TAKA-BAN produce.2「Bitter Room」（2012年3月20日 - 25日、千本桜ホール）
- AmiPro「ZIPANGパイレーツ」（2015年2月15日 - 22日、あうるすぽっと）
- 歌舞伎NEXT「阿弖流為」（2015年7月5日 - 27日、新橋演舞場）
- 幻想奇譚 白蛇伝（2017年5月25日 - 30日、紀伊国屋サザンシアター） - 殺陣
- 「進撃の巨人」-the Musical-（2023年1月7日 - 9日、オリックス劇場 / 1月14日 - 24日、日本青年館ホール） - Blade Attackers[8]

### コンサート
- 史上最強の移動遊園地 DREAMS COME TRUE WONDERLAND 2015（2015年11月28日 - 12月31日） - スタッフクルー

### その他
- 島谷ひとみ「ANGELUS -アンジェラス-」（2004年8月11日発売、avex trax） - プロモーションビデオ・クリップ
- DJ OZMA「純情〜スンジョン〜」（2006年7月12日発売、東芝EMI） - プロモーションビデオ・クリップ
- ファブリカ（2011年） - コマーシャル